# Hans Mielich

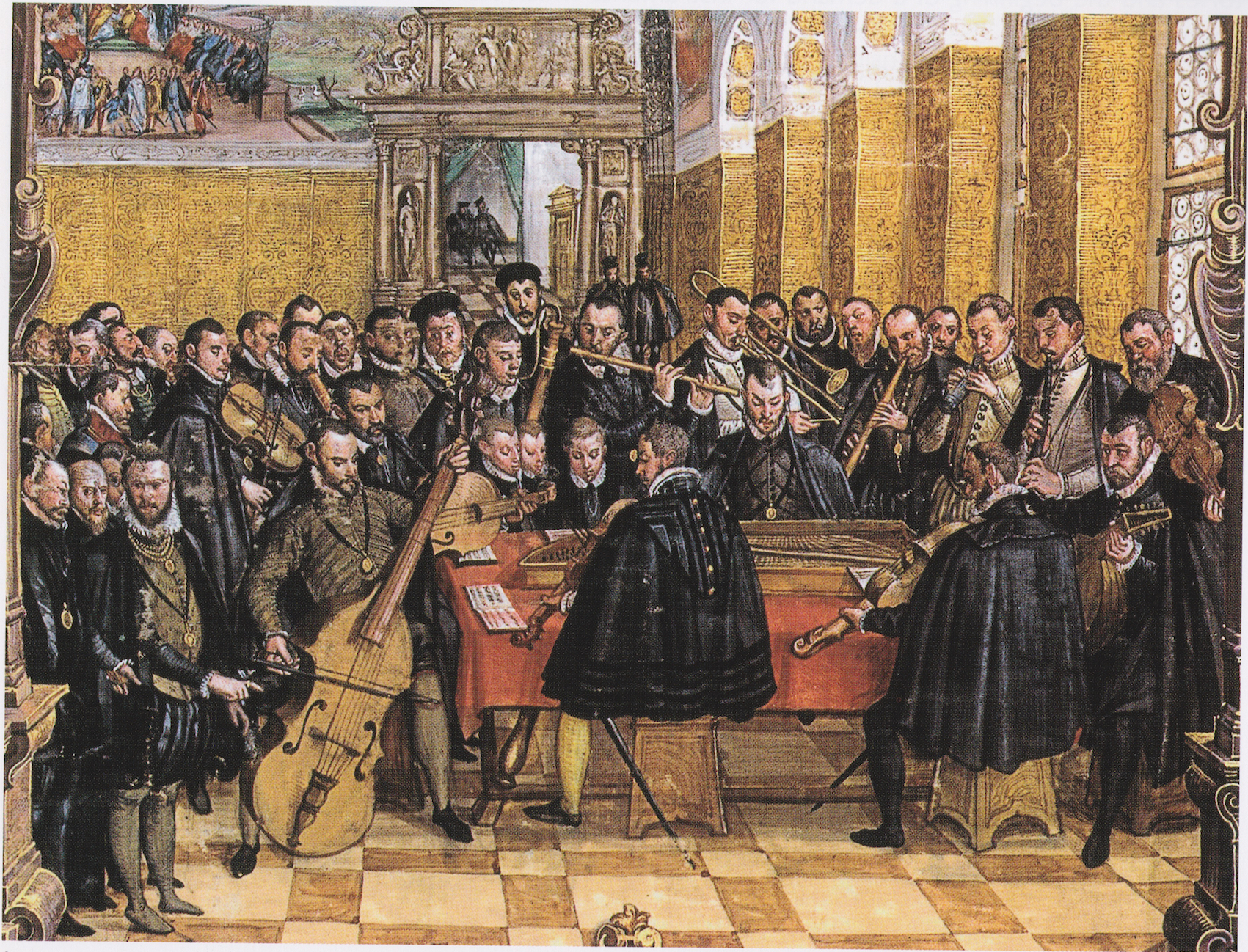
Bavorská dvorní kapela Orlanda di Lasso, obálka notového alba; 1563-70

Hans Mielich také Muelich nebo Zentz  (1516 Mnichov – 1573 Mnichov) byl německý malíř a kreslíř doby renesance, známý především svými portréty, knižními ilustracemi a kresebnou dokumentací sbírky šperků bavorské vévodkyně Anny Habsburské.

## Život
Hans Mielich se narodil v rodině malíře Wolfganga Mielicha, který byl od roku 1509 v Mnichově registrován jako městský malíř. První malířské vzdělání získal v ateliéru svého otce a svého dědečka, rovněž malíře. Tam se asi od roku 1528 seznámil s malíři Ludwigem Refingerem a Barthelem Behaimem. Kolem roku 1536 se přestěhoval do Řezna, kde ho ovlivnili Albrecht Altdorfer a malíři Podunajské školy. Do Mnichova se vrátil nejpozději roku 1540. Roku 1541 na popud svého mecenáše, bavorského vévody Viléma IV., podnikl cestu do Říma. Od svého návratu až do smrti zůstal v Mnichově. Do mnichovského cechu malířů byl přijat 11. července 1543.
Jako malíř byl povolán na dvůr uměnímilovného bavorského vévody Albrechta V., který si u něj v letech 1546–1547 objednával další díla a uzavřel s Mielichem úzké přátelství. Mielich se stal ceněným dvorním malířem, jeho rozhled a umělecká kultura vysoce přesahovaly úroveň tehdy obvyklou v jeho cechu a umožnily mu přístup k zámožným patricijům. V roce 1558 byl zvolen představeným cechu malířů. Stejnojmenný malíř, doložený kolem roku 1570 v Lehnici na dvoře lehnického vévody Jindřicha XI., byl pravděpodobně Mielichovým synem.
Hans Mielich zemřel v Mnichově a byl tam pohřben na hřbitově při kostele sv. Salvátora. 

## Dílo (výběr)

### Obrazy
- Snímání z kříže, oltářní obraz, (1536)
- Portrét Petra Fröschla, (1540)
- Epitaf kanovníka Urbana Prunnera, (asi 1544)
- Portrét Pankráce z Freybergu, (1545)
- Portrét mladého muže, (1550)
- Portrét paní Tucherové, (1551)
- Portrét Ladislava z Fraunbergu, hraběte z Haagu, (1557)
- Portrét mladé ženy, (1560)
- Portrét Samuela Quiccheberga
- Hlavní oltář v Liebfrauenmünsteru v Ingolstadtu: oltářní archa, na střední desce je Korunování Panny Marie, votivní obraz s vévodou Albrechtem V. Bavorským a jeho rodinou, (1568–1572)
- Portrét dvorního šaška Mertla, (1572)

### Knihy
- Inventář klenotů a šperků bavorské vévodkyně Anny Habsburské (1552–1555), na titulním listu vyobrazení Albrechta V. s manželkou Annou při hře v šachy za přihlížení dvořanů. Šachové figurky jsou rozestaveny v závěru pozoruhodné partie.
- Album  skladeb (motet) Orlanda di Lasso
- Portrét (miniatura) Cypriaana de Rore (1559)

### Galerie

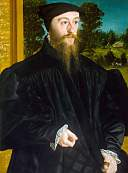
Portrét Petra Fröschla
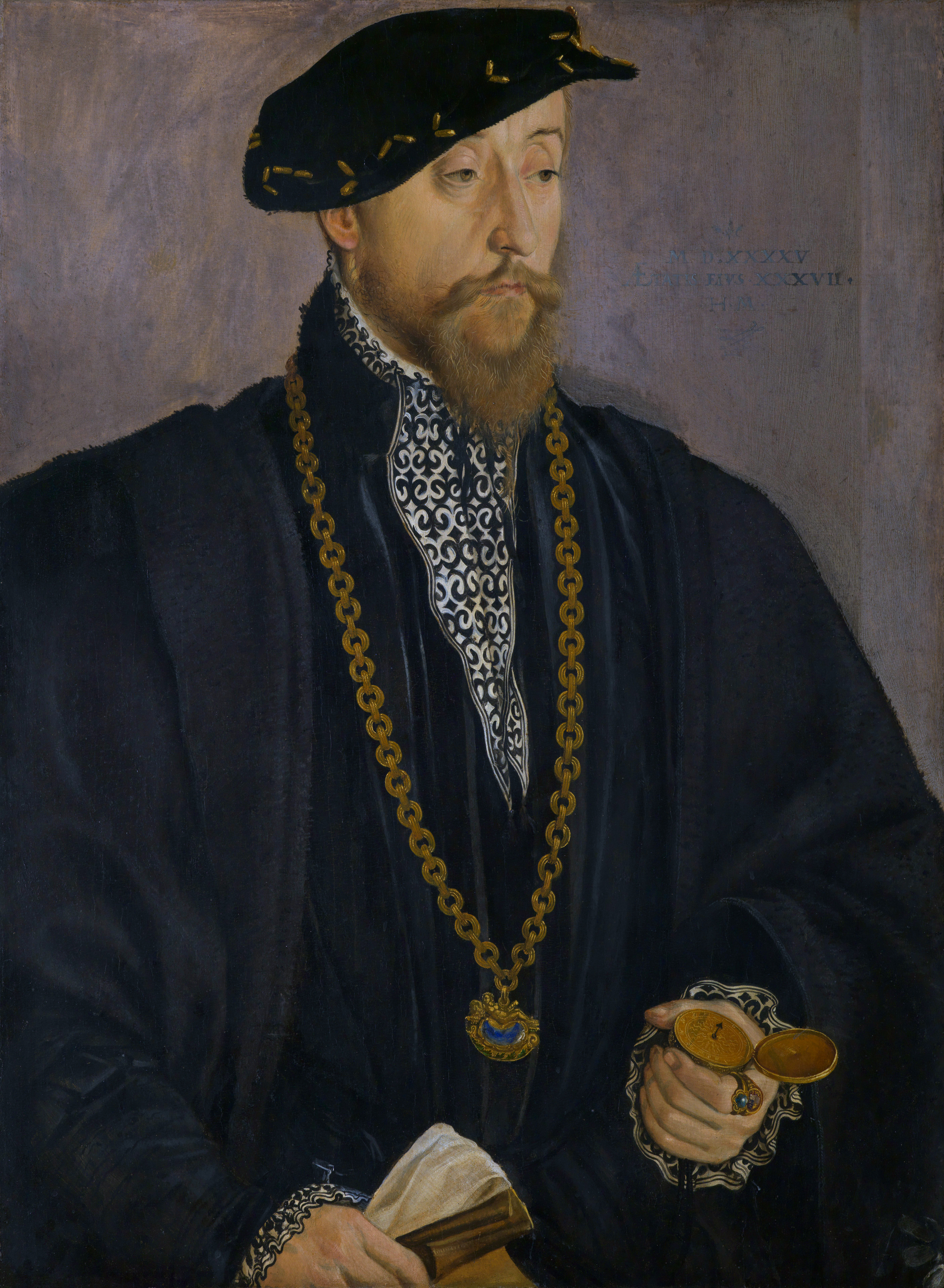
Portrét Pankráce z Freybergu
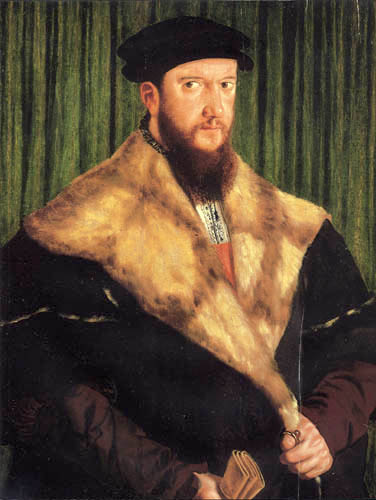
Portrét mladého muže
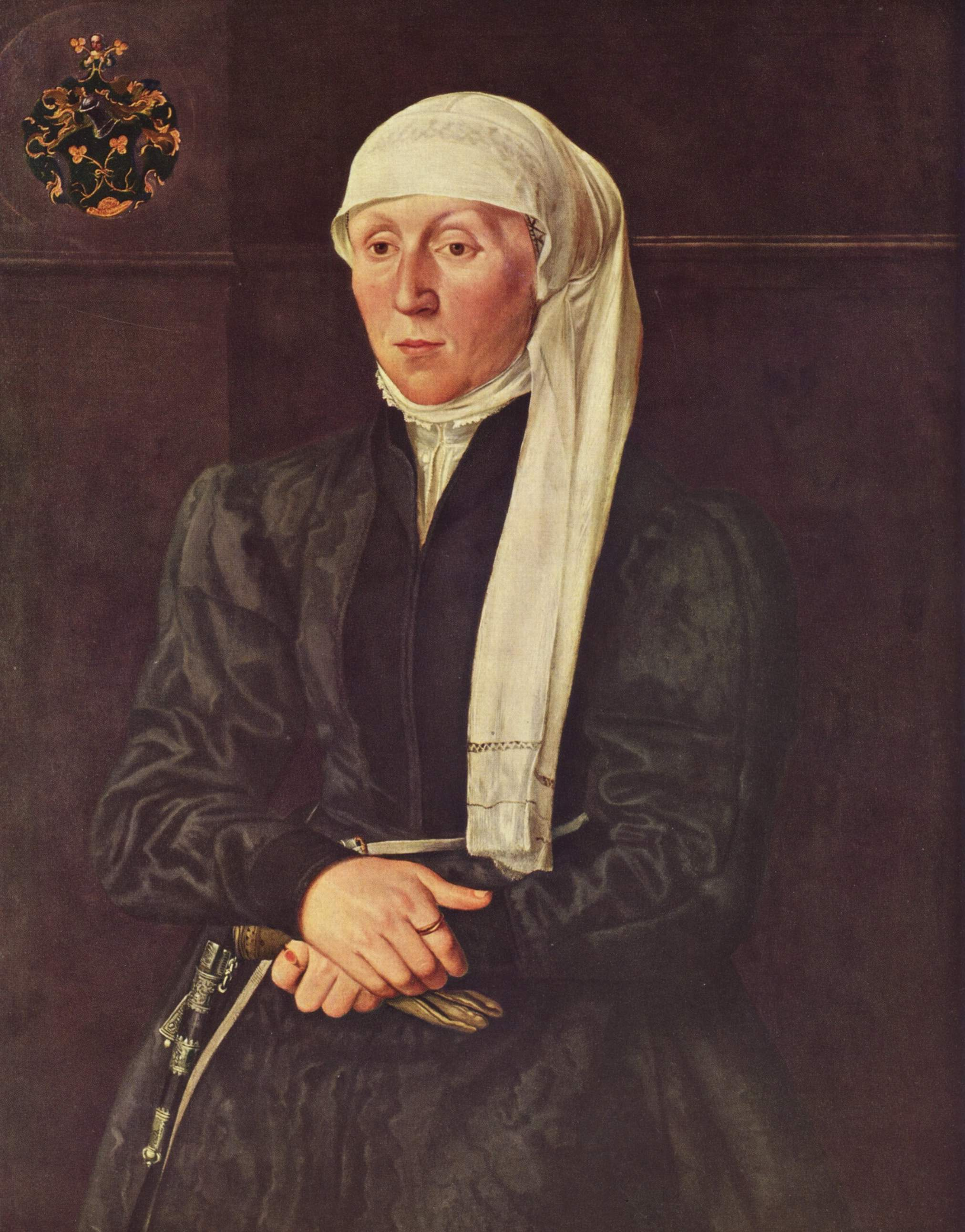
Portrét paní Tucherové
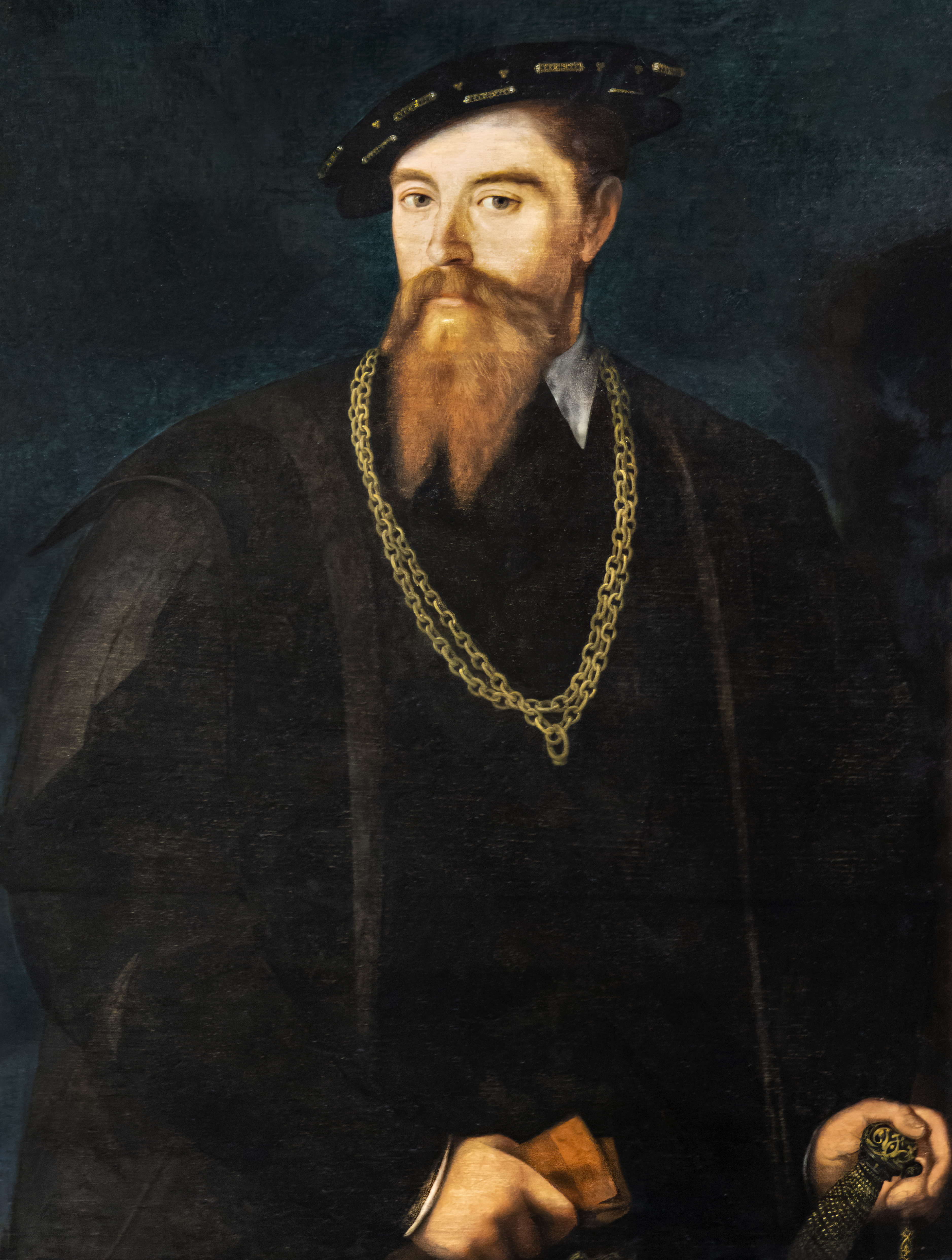
Busta muže
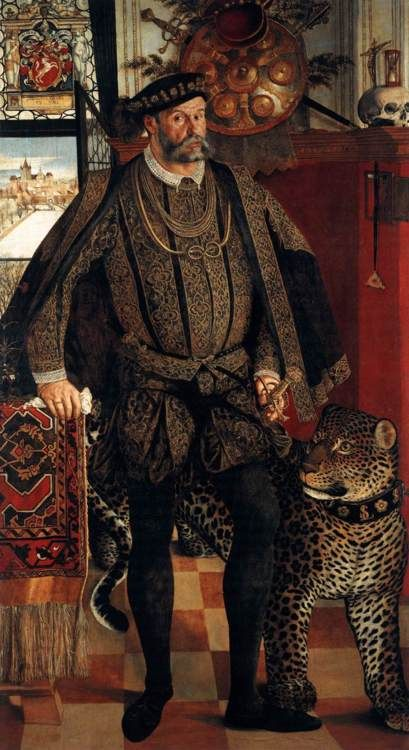
Portrét Ladislava z Haagu
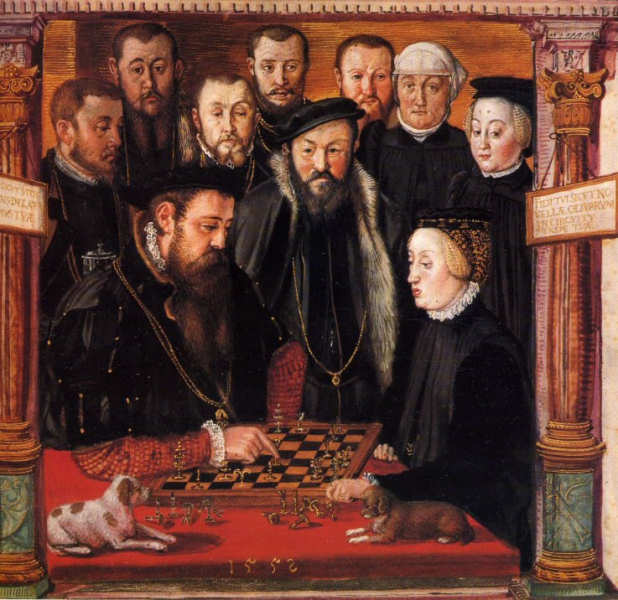
Albrecht a Anna hrající šachy
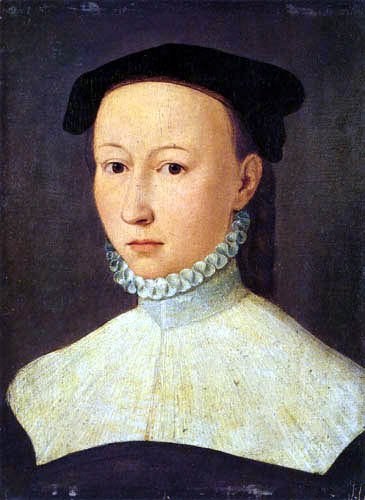
Portrét mladé ženy
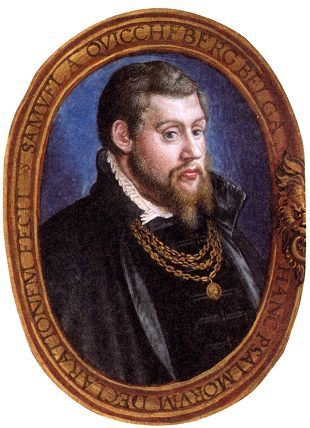
Portrét Samuela Quiccheberga
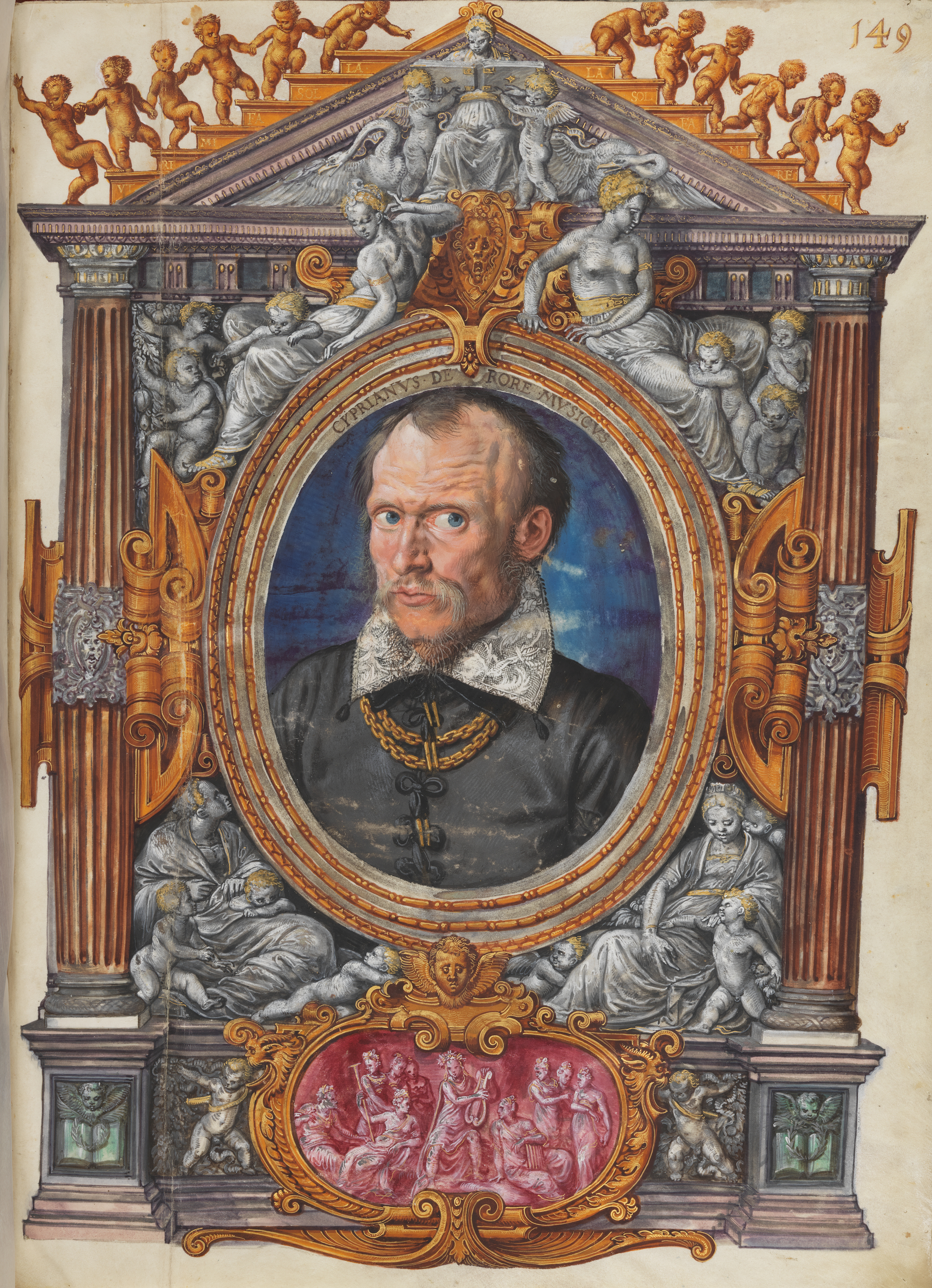
Miniatura Cypriaan De Rore
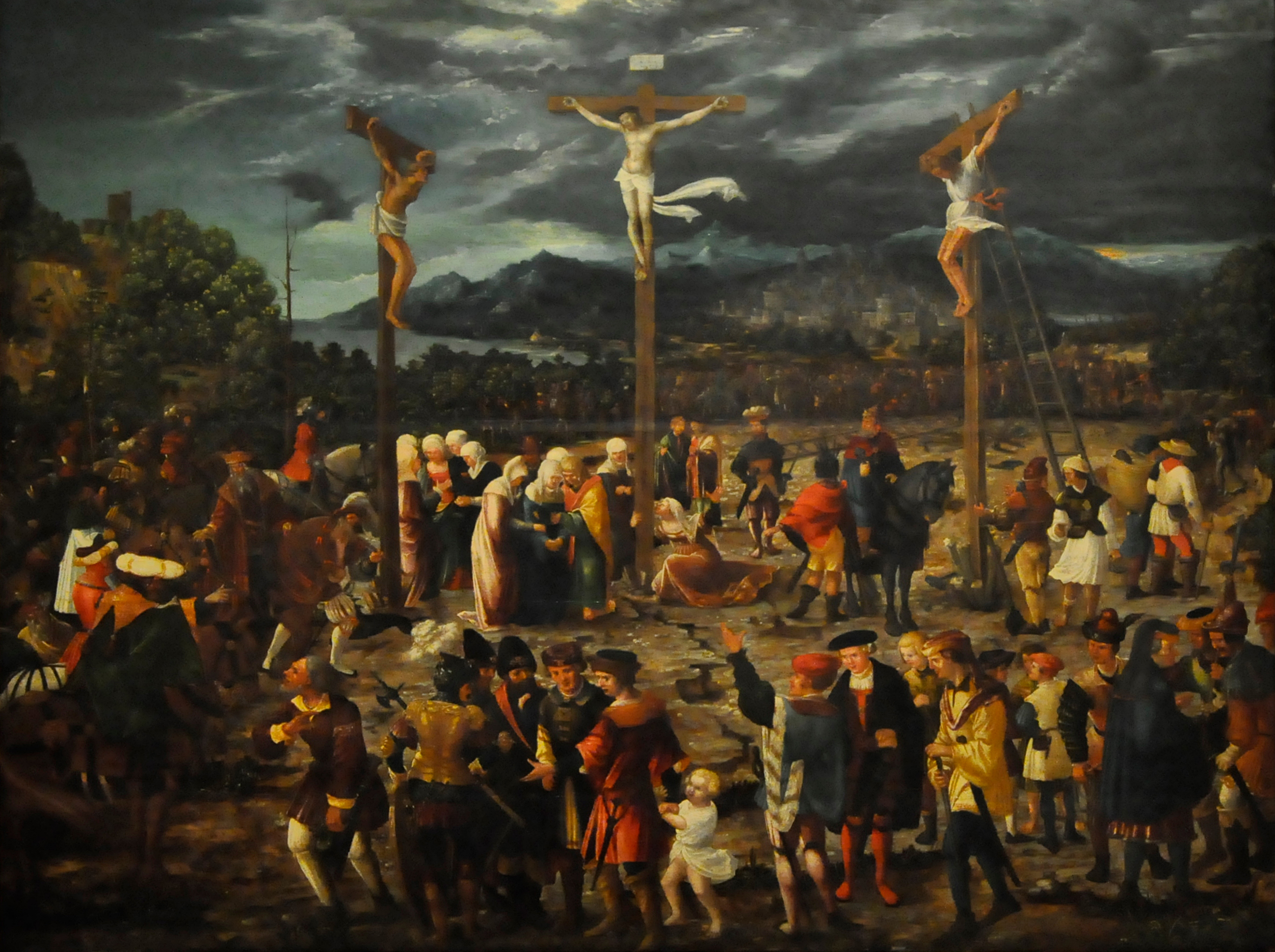
Ukřižování
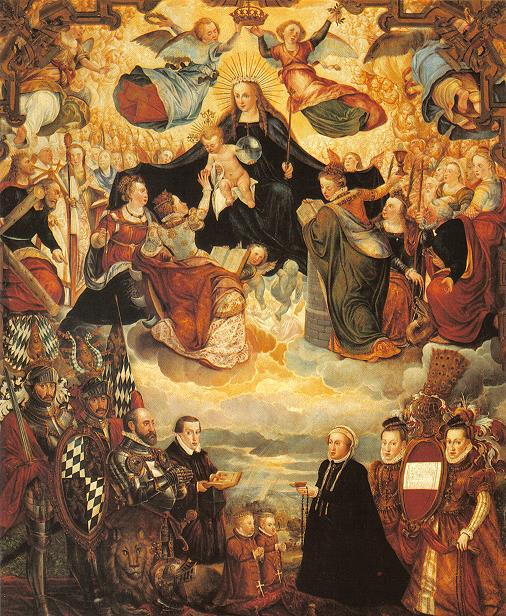
Korunování Panny Marie